# Expedición austríaca contra Marruecos (1829)
La expedición austríaca contra Marruecos fue una acción ofensiva de la Armada austríaca contra Marruecos que tuvo lugar en 1829 en Larache, Marruecos. 
Se llevó a cabo para liberar un barco mercante austríaco con destino a Brasil con su tripulación, que había sido apresado por Marruecos en 1828 frente a las costas de Cádiz.

## Precedentes
Las relaciones diplomáticas entre el Imperio Habsburgo y el Imperio Jerifiano datan de la firma en Viena del Tratado de Amistad y Comercio de 17 de abril de 1783. 
En 1797 la capacidad naval de Austria se incrementó significativamente con la anexión de la República de Venecia como resultado del Tratado de Campo Formio. Austria mandó suspender los pagos a los piratas marroquíes que Venecia venía abonando 1765 para la seguridad de su flota y, en 1803, los barcos mercantes austríacos comenzaron a ser víctimas de ataques y secuestros. En noviembre de 1805 el enviado austriaco Charles-Marie Mogniat de Pouilly logró renovar el Tratado de Amistad y Comercio con el sultán Sulaiman.
A consecuencia del Tratado de Comercio y Transporte entre el Imperio de Brasil y el Imperio Austrohúngaro de 1827, los viajes atlánticos de la flota austríaca se incrementaron. 

## Desarrollo
En el viaje de Trieste a Río de Janeiro en el verano de 1828, el bergantín mercante austríaco Veloce fue capturado frente a Cádiz por el bergantín marroquí Rabia-el-Gheir y llevado a Rabat. Para su rescate, bajo el mando general del capitán de corbeta Franz Bandiera, una flota austriaca de cuatro barcos, las corbetas Carolina (26 cañones), Adria (20 cañones), el bergantín Veneto y la goleta Enrichetta, zarpó hacia Gibraltar. Alcanzaron Gibraltar en enero de 1829, donde comenzaron las negociaciones del rescate del barco entre Wilhelm von Pflügl y el cónsul general marroquí Judah Benoliel. Austria obtuvo la liberación de los 13 tripulantes y una disculpa del sultán, quien afirmó no haber autorizado la acción de los piratas. Sin embargo, el sultán rechazó devolver el Veloce a Austria y el pago de una indemnización.  
Bandiera hizo entonces bloquear los puertos marroquíes. Además, con el Carolina, el Adriático y el Véneto bombardeó la ciudad de Larache el 3 de junio de 1829 y desembarcó en el puerto una partida de 136 hombres comandada por Paul Zimburg von Reinerz para de hundir los dos bergantines marroquíes. Los barcos fueron incendiados con cohetes y, durante la retirada, se desató un combate. Se saldó con 22 muertos y 14 heridos austríacos y 150 muertos marroquíes. La Armada Austríaca también bombardeó las ciudades portuarias de Asilah y Tetuán. 
En enero de 1830 se avino a las pretensiones austríacas: la Veloce fue devuelta a los austriacos, se firmó un Tratado de Paz con Austria en Gibraltar el 2 de febrero de 1830 y se renovaron los Tratados de Amistad y Comercio (1783 y 1805). 